# Chiesa della Purificazione di Maria Vergine (Parma, Marano)
La chiesa della Purificazione di Maria Vergine è un luogo di culto cattolico dalle forme neorinascimentali e neobizantine, situato in via Osteria Fochi 4 a Marano, frazione di Parma, in provincia e diocesi di Parma; è sede di una parrocchia compresa nella zona pastorale della città.

## Storia
Il luogo di culto originario fu edificato in epoca medievale; la più antica testimonianza della sua esistenza risale al 1141, quando la Capellam de Marano fu citata in una bolla del papa Innocenzo II tra i beni appartenenti al Capitolo della Cattedrale di Parma, da cui dipendeva tramite un canonico investito della prebenda del Corneto, pur trovandosi all'interno del territorio amministrato dalla pieve di Malandriano.
La chiesa, pur non essendo sede di pievania, acquisì una discreta importanza nei secoli seguenti, tanto da risultare sede di due chiericati nel 1354.
Intorno alla metà del XVI secolo la chiesa si sviluppava su una navata unica affiancata da tre cappelle, separate dall'aula da arcate rette da massicce colonne in laterizio con capitelli a cubo scantonato; l'ambiente era coperto da una serie di capriate lignee, con travicelli a pendenza unica che proseguivano sui lati.
Nel 1636 le cappelle furono ampliate e trasformate nelle due navate laterali. Nel 1691 fu aggiunto il fonte battesimale marmoreo, all'interno di uno spazio chiuso da cancello ricavato su un fianco.
Nel 1708 fu completamente ricostruito il pavimento, rialzando il piano di calpestio.
Nel 1833 un terremoto causò alcuni danni al campanile, che nel 1854 fu abbattuto e ricostruito, conservando soltanto la parte basamentale fino a un'altezza di 9,60 m. Nel 1865 le cappelle dedicate a san Giuseppe e alla Madonna furono decorate da Girolamo Magnani. Nel 1884 la torre campanaria fu nuovamente risistemata.
Agli inizi del XX secolo fu avviata una serie di lavori che modificò profondamente l'antico edificio; nel 1906 fu ricostruita la pavimentazione interna; nel 1911 fu aggiunto il nuovo fonte battesimale neobizantino, progettato dall'architetto Camillo Uccelli, in sostituzione di quello seicentesco, e fu decorata la navata centrale dal pittore Aldo Antonelli; nel 1920 fu riedificata la facciata in stile neorinascimentale e furono trasformate le navate laterali in cappelle neobizantine, sempre su disegno di Camillo Uccelli. Il 30 novembre 1932 la chiesa fu solennemente consacrata dal vescovo di Parma Evasio Colli.
Nei decenni seguenti furono eseguiti altri interventi: nel 1934 fu ridipinta la torre campanaria e fu sopraelevata sul retro la parete di fondo del tempio; nel 1951 furono ricostruiti il tetto di copertura del luogo di culto e la guglia sommitale del campanile e fu decorata la volta del presbiterio da Latino Barilli.
Nel 1971 un terremoto causò alcuni danni all'edificio, che nel 1973 fu restaurato nelle pitture interne dai pittori Aristide e Renzo Barilli, figli di Latino.
Il 23 dicembre del 2008 una serie di scosse telluriche provocò nuove lesioni alla chiesa, peggiorate dal sisma del 27 gennaio del 2012; all'inizio del 2013 furono avviati i necessari lavori di consolidamento strutturale, di restauro degli interni e di rifacimento degli impianti, che furono conclusi nel 2014.

## Descrizione

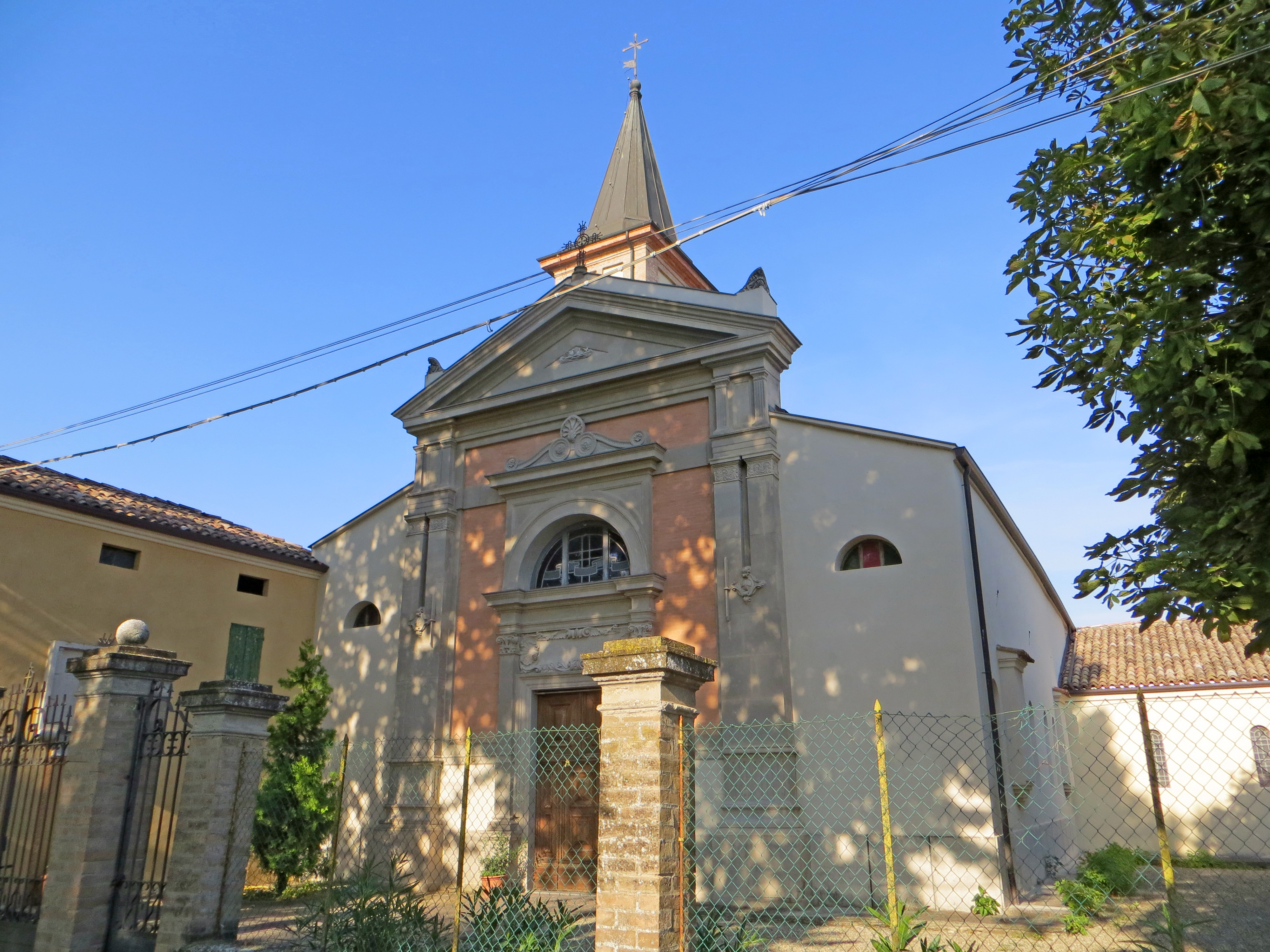
Facciata e lato sud

La chiesa si sviluppa su un impianto a navata unica affiancata da tre cappelle su ogni lato, con ingresso a ovest e presbiterio a est; dai due fianchi aggettano nella porzione posteriore la sagrestia, la canonica e i locali annessi.
La simmetrica facciata a salienti, rivestita in laterizio al centro e intonacata ai lati, è tripartita da due lesene in pietra, binate a partire da metà altezza, che si elevano sopra a un alto basamento scanalato. Al centro è collocato l'ampio portale d'ingresso, sormontato da architrave e finestra a lunetta; ai suoi fianchi si elevano due lesene con capitelli corinzi, a sostegno del protiro lievemente accennato, coronato da frontone a volute; in sommità si staglia un largo timpano con cornice modanata in aggetto, retto da due coppie di lesene sugli spigoli. Ai lati si aprono in corrispondenza delle cappelle laterali due piccole finestre a lunetta.
I fianchi presentano una serie di monofore ad arco a tutto sesto. Sul lato nord si eleva, in continuità col prospetto, il campanile a pianta rettangolare, alto 29 m; la cella campanaria si affaccia sulle fronti sud e nord attraverso aperture a serliana, mentre su quelle est e ovest attraverso monofore ad arco a tutto sesto; in sommità si innalza sopra il cornicione la guglia piramidale di coronamento.
Sul retro il prospetto a salienti si innalza in continuità con gli edifici adiacenti; la porzione centrale, caratterizzata dalla presenza di due monofore ad arco a tutto sesto, è coronata da un cornicione a doppio spiovente, con tre piccole guglie piramidali nel mezzo e alle estremità.
All'interno la navata, coperta da una volta a botte lunettata decorata con affreschi raffiguranti motivi a fasce e filetti, è affiancata da una serie di lesene, a sostegno del cornicione perimetrale; dalle pareti si affacciano, attraverso aperture a serliana rette da colonne in marmo rosso con capitelli dorici, le cappelle laterali.
Le cappelle, coperte da volte a crociera, sono separate tra loro da doppie arcate a tutto sesto rette da colonnine binate. La prima sulla destra, intitolata in origine a san Giacomo Maggiore, ospita dal 1745 la statua raffigurante la Madonna dell'Aiuto, oltre a due medaglioni bronzei che rappresentano il beato Francesco Fogolla e suo fratello Antonio, benefattore della chiesa.
Il presbiterio a pianta rettangolare, lievemente sopraelevato, è coperto da una volta decorata con l'affresco raffigurante la Presentazione al Tempio, dipinto da Latino Barilli; al centro si innalza, dietro all'altare a mensa in marmo bianco e verde risalente al 1980, l'altare maggiore in legno intagliato e dorato, con sfondo in marmo verde, realizzato nel 1717 da Giuseppe Rizzardi e proveniente dalla distrutta chiesa di San Giovanni Battista dell'Oltretorrente; sul fondo, sopra al coro ottocentesco, si staglia tra le monofore ad arco la pala settecentesca rappresentante la Purificazione di Maria Vergine.
La chiesa conserva alcune opere di pregio, tra cui due ovali settecenteschi rappresentanti San Giuseppe e il Bambino e l'Estasi di santa Teresa, un busto di Domenico Cosselli, risalente all'incirca al 1855, un confessionale settecentesco, due credenze del XVIII secolo e alcuni oggetti liturgici settecenteschi. L'edificio ospita infine un organo realizzato nel 1888 dalla ditta Angelo Cavalli di Lodi.